# The Rake (película)
The Rake (conocida como El Rastrillo en España) es una película estadounidense directa a DVD de terror estrenada el 5 de junio de 2018 basada en el creepypasta homónimo. Dirigida por Tony Wash y protagonizada por Rachel Melvin y Shane Grimes.

## Sinopsis
De niños, Ben y Ashley, presenciaron el asesinato de sus padres, 20 años después las pesadillas aún los atormentan. Ashley afirma que una entidad sobrenatural conocida como The Rake es el verdadero asesino de sus padres.

## Reparto
- Shenae Grimes como Ashley, una psicótica suicida obsesionada con The Rake tras un trauma de su infancia.
- Alexa Nasatir como Ashley de niña.
- Stephen Brodie como Ben, el hermano de Ashley que sí superó el trauma de su infancia.
- Joey Cipriano como Ben de niño.
- Rachel Melvin como Nicole "Nikki", una amiga de la infancia de Ashley y Ben que los invita a su nuevo hogar.
- Joey Bicicchi como Andrew, el esposo de Nicole.
- Izabella Miko como Cassie, prometida de Ben.
- Joe Nunez como Jeremy, un amigo de Andrew.
- Joe Mullen como Jacob Murphy, un demente asesino que mató a los padres de Ashley y Ben cuando eran niños.
- Frederick Ford Beckley como The Rake, un ente sobrenatural que aparece en las pesadillas de Ashley y luego se materializa para cometer asesinatos.

## Recepción
La película obtuvo en su totalidad críticas negativas. IMDb le dio 3.4/10. Culture Crypt, una página web de críticas exclusivas de películas de terror le dio 15/100. Rotten Tomatoes ni siquiera la ha calificado todavía, aunque no hay certeza de que lo haga.